# FC Jokerit
El FC Jokerit fou un club de futbol finlandès de la ciutat de Hèlsinki.

## Història
El club va ser fundat l'any 1999. Fou campió de copa el 1999. La seva darrera temporada a primera divisió fou l'any 2003, en la que finalitzà desè. El club va ser venut a l'HJK Helsinki el març de 2004, reanomenat Klubi-04, establert a Kakkonen.

## Palmarès
- Copa finlandesa de futbol: 
  - 1999

- Segona divisió finlandesa de futbol: 
  - 2002